# Tantangara-Stausee
Der Tantangara-Staudamm wurde als Staudamm des Snowy-Mountains-Systems in New South Wales, Australien gebaut und bildet den Tantangara-Stausee.
Gebaut wurde der Tantangara-Staudamm in den Jahren von 1958 und 1960 als Schwergewichtsdamm mit einer Höhe von 45 Metern und einer Länge von 216 Metern. Der Damm staut den Murrumbidgee River auf, der sich 6 Kilometer nach seiner Quelle im Kosciuszko-Nationalpark mit dem Gurrangorambla Creek vereint hatte. 